# 문수산성지
문수산성지(文殊山城址)는 울산광역시 울주군 범서읍에 있는 8부 능선에서 정상을 따라 두르듯이 쌓은 테뫼식 산성이다. 2000년 11월 9일 울산광역시의 기념물 제34호로 지정되었다.

## 현지 안내문
문수산성은 문수산(해발 599m)의 8부 능선을 따라 테를 두르듯이 돌로 쌓은 테뫼식 산성이다. 성내에서 수습된 토기편과 기와편 등으로 볼 때 삼국시대에서 조선시대까지 울산·언양 일대를 방비할 목적으로 축조된 산성으로 추정된다.
성벽의 평면은 타원형으로 길이 850m정도이다. 남서쪽과 북쪽 일대는 성벽이 비교적 양호하게 남아 있지만 동쪽과 북서쪽 일부는 많이 훼손된 상태이다.
성벽은 내벽과 외벽을 쌓는 협축(夾築)이며 단면은 사다리꼴을 이루는데 가공된 듯한 자연석과 막돌을 이용하여 성돌이 서로 물리도록 쌓았다. 지표상으로 확인된 성벽의 높이는 50~143cm 정도 잔존한다.
문지는 성의 동남쪽에서 확인되며 문지의 내측에서 건물지의 흔적이 보인다. 출토유물로는 성의 동남쪽과 봉우리의 정상부에서 다량의 기와편과 토기편이 수습되었다. 토기편 중에는 사각형의 구멍이 상하로 엇갈리게 뚫린 굽다리접시 편이 있어 삼국시대에 신라가 이 성을 축조하였을 가능성이 높은 것으로 보고 있다. 한편, 이 성의 북동쪽 5.5km지점에는 고대 굴아화현이 위치하고 있어 ‘굴화산성(屈火山城)’이라고 전해오고 있으나, 문헌상으로는 확인되지 않는다.

## 참고 자료
- 문수산성지 - 국가유산청 국가유산포털